# Астраханский драгунский полк (1720)
Астраханский драгунский полк — кавалерийская воинская часть Русской императорской армии, сформированная в 1720 году и упразднённая в 1800 году.

## История
9 февраля 1720 года приказано в Астрахани из остатков городовых стрельцов и рейтарских полков и неспособных к полевой службе нижних чинов пехотных полков сформировать 2-батальонный Астраханский драгунский-гарнизонный полк.
16 февраля 1727 года переименован в 1-й Симбирский драгунский-гарнизонный полк, но уже 11 ноября 1727 года вновь переименован в Астраханский драгунский-гарнизонный полк.
13 мая 1764 года полк переведён на положение полевых полков, переформирован к 5-эскадронный состав и наименован Астраханским драгунским полком.
16 января 1775 года приказано полк привести в 10-эскадронный состав, для чего к Астраханскому драгунскому полку присоединены эскадроны упразднённого Борисоглебского драгунского полка. Полку положены 10 знамён пехотного образца, с золотой бахромой.
5 мая 1780 года установлены для полка знамёна лазоревые, с гербом на одной стороне и полковым гербом — на другой.
29 ноября 1796 года полк приказано привести в 5-эскадронный состав. К полку присоединены 250 чинов расформированного Переяславского конно-егерского полка.
5 декабря 1797 года полку пожалованы штандарты (один с белым крестом и голубыми и палевыми углами, четыре с палевым крестом и голубыми углами; бахрома серебряная).
30 сентября 1798 года переименован в Драгунский генерал-майора Львова 2-го полк.
2 марта 1800 года приказано полк расформировать. Чины распределены по 6 драгунским и 4 мушкетёрским полкам.

## Боевые действия
Полк принимал участие в русско-турецкой войне 1768—1774 годов.
С 1784 по 1796 год полк находился на Кавказе.

## Шефы полка
- 03.12.1796 — 17.09.1798 — генерал-лейтенант (с 12.03.1798 генерал от кавалерии) Апраксин, Степан Степанович
- 17.09.1798 — 30.09.1798 — генерал-майор Сакен, Христофор Христофорович
- 30.09.1798 — 08.03.1800 — генерал-майор Львов, Пётр Николаевич

## Командиры полка
- 1758 -1765 — полковник  Чистюнин Василий Семёнович ( комендант в Царицина) член Военной коллегии Генерал -аудитор.
- 30.03.1792 — 20.09.1797 — полковник Олсуфьев, Сергей Адамович
- 20.09.1797 — 15.02.1798 — полковник барон Меллер-Закомельский
- 04.04.1798 — 30.09.1798 — полковник фон Дервиз, Иван Иванович
- 07.01.1799 — 08.03.1800 — полковник Безобразов, Николай Алексеевич